# Glamorous (serie televisiva)
Glamorous è una serie televisiva commedia drammatica statunitense creata da Jordon Nardino e prodotta da Two Shakes Entertainment e CBS Studios per Netflix.

## Trama
Marco Meija, giovane appassionato di trucco e aspirante influencer, viene assunto come assistente di Madolyn Addison, ex modella e donna d'affari a capo della Glamorous by Madolyn, azienda attiva nella commercializzazione di cosmetici di lusso.

## Episodi
| nº | Titolo originale          | Titolo italiano             | Prima TV       |
| -- | ------------------------- | --------------------------- | -------------- |
| 1  | RSVP Now!                 | Conferma ora!               | 22 giugno 2023 |
| 2  | Secret Location           | Location segreta            | 22 giugno 2023 |
| 3  | Back of the Line          | Mettiti in coda             | 22 giugno 2023 |
| 4  | Cash Only                 | Solo contanti               | 22 giugno 2023 |
| 5  | I Cannot Accommodate You  | Non c'è spazio              | 22 giugno 2023 |
| 6  | We Are at Capacity        | Siamo pieni                 | 22 giugno 2023 |
| 7  | I Don't Care Who You Know | Non importa chi conosci     | 22 giugno 2023 |
| 8  | Are You on the List?      | Sei in lista?               | 22 giugno 2023 |
| 9  | Come Thru                 | Passa pure                  | 22 giugno 2023 |
| 10 | Tip the Girls             | Ricordati di dare la mancia | 22 giugno 2023 |

## Personaggi principali e interpreti
- Madolyn Addison, interpretata da Kim Cattrall, doppiata da Antonella Alessandro. Ex supermodella e magnate del settore cosmetico, fondatrice del brand Glamorous by Madolyn.
- Marco Mejia, interpretato da Miss Benny e doppiato da Lorenzo Crisci. Giovane queer appassionato di trucchi e aspirante influencer assunto come nuovo assistente di Madolyn.
- Venetia Kelaher, interpretata da Jade Payton e doppiata da Erica Necci. Ambiziosa prima assistente di Madolyn.
- Chad Addison, interpretato da Zane Phillips e doppiato da Federico Viola. Figlio di Madolyn e direttore delle vendite di Glamorous by Madolyn.
- Ben, interpretato da Michael Hsu Rosen e doppiato da Matteo Liofredi. Grafico di Glamorous by Madolyn, interessato sentimentalmente a Marco fin dal primo incontro.
- Britt, interpretata da Ayesha Harris e doppiata da Benedetta Degli Innocenti. Grafica di Glamorous by Madolyn, si identifica come lesbica ed è interessata a Venetia.
- Parker, interpretato da Graham Parkhurst e doppiato da Lorenzo De Angelis. Investitore pieno di sé, si incontra casualmente con Marco su un Uber, interessandosi sentimentalmente a lui sin da allora.

## Personaggi secondari ed interpreti
- Julia Mejia, interpretata da Diana-Maria Riva e doppiata da Emanuela Baroni. Avvocata e madre di Marco.
- Alyssadice, interpretata da Lisa Gilroy e doppiata da Tiziana Martello. Direttrice dei canali social di Glamorous by Madolyn
- Teddy, interpretato da Ricardo Antonio Chavira e doppiato da Alessandro Budroni. Autista e confidente di Madolyn.
- James, interpretato da Mark Deklin e doppiato da Simone D'Andrea. Regista nonché interesse amoroso di Madolyn dal loro primo incontro casuale in ascensore.
- Mykynnleigh Williams, interpretata da Nicole Powers e doppiata da Irene Trotta. Consulente societaria della Vendemiaire, altra impresa di cosmetici interessata all'acquisizione di Glamorous by Madolyn.
- Dizmal Failure, interpretato da Damian Terriquez e doppiato da Niccolò Guidi. Giovane drag queen che ha introdotto Marco alla vita notturna di Brooklyn.

## Produzione
L'episodio pilota della serie era stato annunciato nel novembre 2018 e girato nel 2019 alla neonata compagnia di produzione Two Shakes Entertainment di Damon Wayans Jr. per esser poi venduto al network The CW. Nel giugno 2019 il network cancellò la serie che passò poi nell'aprile 2022 a Netflix.
La prima stagione della serie è stata girata tra luglio e novembre 2022 prevalentemente in Ontario e soprattutto a Toronto, pur essendo ambientata a New York.